# Sautor

Creu de sant Andreu.

Creu de Borgonya.

El sautor, en heràldica, és la peça honorable resultant de la unió d'una banda i una barra; és a dir, té forma d'aspa i s'anomena també creu de Santa Eulàlia, creu de Sant Vicenç o creu de Sant Andreu, ja que és el símbol del martiri d'aquests sants. També la creu de Borgonya és un sautor. És una de les peces honorables, principals o de primer ordre.
Hi ha diversos tipus de sautors que s'anomenen diferent segons la seva disposició o mida. S'entén per «sautor» (o «sautor ple») la peça que toca les vores de l'escut; si no les toca, es tracta d'un «sautor abscís». Un sautor reduït a la meitat de la seva amplària s'anomena «sautor flanquís». El moble en forma de sautor abscís és el «sautoret». Es diu també que dues peces estan «en sautor» quan formen una aspa; també es pot aplicar a la partició de l'escut, i llavors es té un escut «quarterat en sautor».
El sautor pot conformar diverses peces compostes, com ara el «sautor faixa» (format pel sautor i una faixa) o el «sautor peu» (format pel sautor i el peu).

## Escuts
Es tracta d'una figura molt comuna als escuts d'armes. Alguns exemples d'escuts amb sautor són els següents:
Exemples d'escuts amb sautors plens

El Papiol
Pujalt
l'Hospitalet de Llobregat
Vallgorguina
Viladasens

Exemples d'escuts amb sautors abscissos

Camós
Sant Andreu Salou
Creixell
Esparreguera

Exemples d'escuts quarterats en sautor

Prades
Jorba
Vilagrassa
Vic

Exemples d'escuts amb sautorets

Planoles
Sant Vicenç de Torelló
Oliana
Sant Vicenç de Montalt

Exemples d'escuts amb les peces disposades en sautor

Albanyà
Coll de Nargó
el Prat de Llobregat
Rellinars

## Banderes

Bèlgica
Bulgària
Estònia
Geòrgia
Letònia
Paraguai
Rússia
Uruguai

També és freqüent trobar el sautor en el disseny de banderes, com per exemple:
Banderes estatals

Burundi
Jamaica
Regne Unit

Banderes subestatals

Arkhànguelsk
Alabama
Escòcia
Florida
Jersey
Nova Escòcia
País Basc
San Andrés y Providencia

Banderes municipals

Bujalance
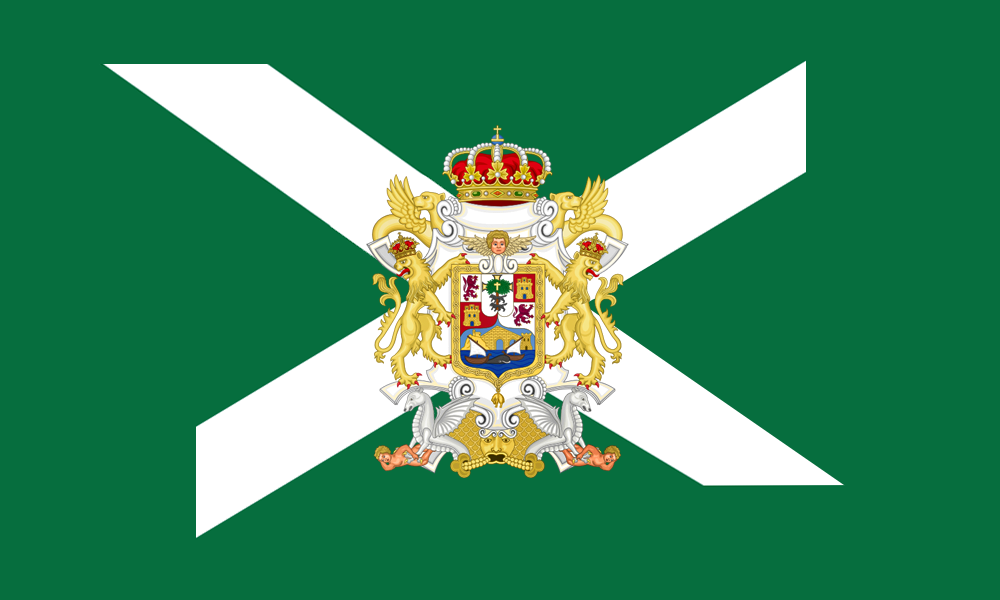
Castro Urdiales
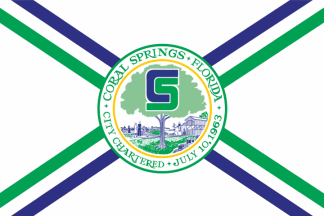
Coral Springs
Esparreguera
Fortaleza
Hollywood
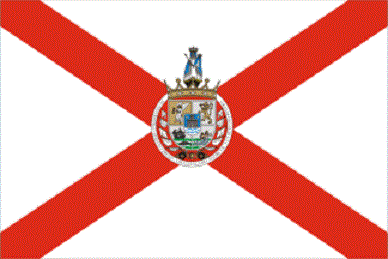
Hondarribia
Katwijk
Logronyo
Marsaxlokk
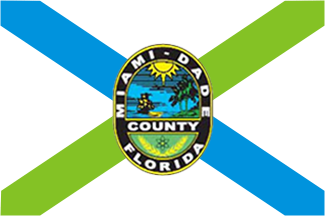
Miami-Dade
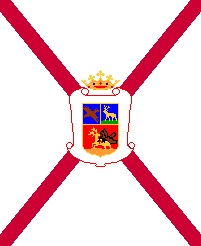
Oñati
Osca
Peñamellera Baja
Rio de Janeiro
Sant Andreu de Llavaneres
Senglea
Sint-Oedenrode
Sopela
Tenerife
Valdivia
Vitòria
Wijchen
Żabbar
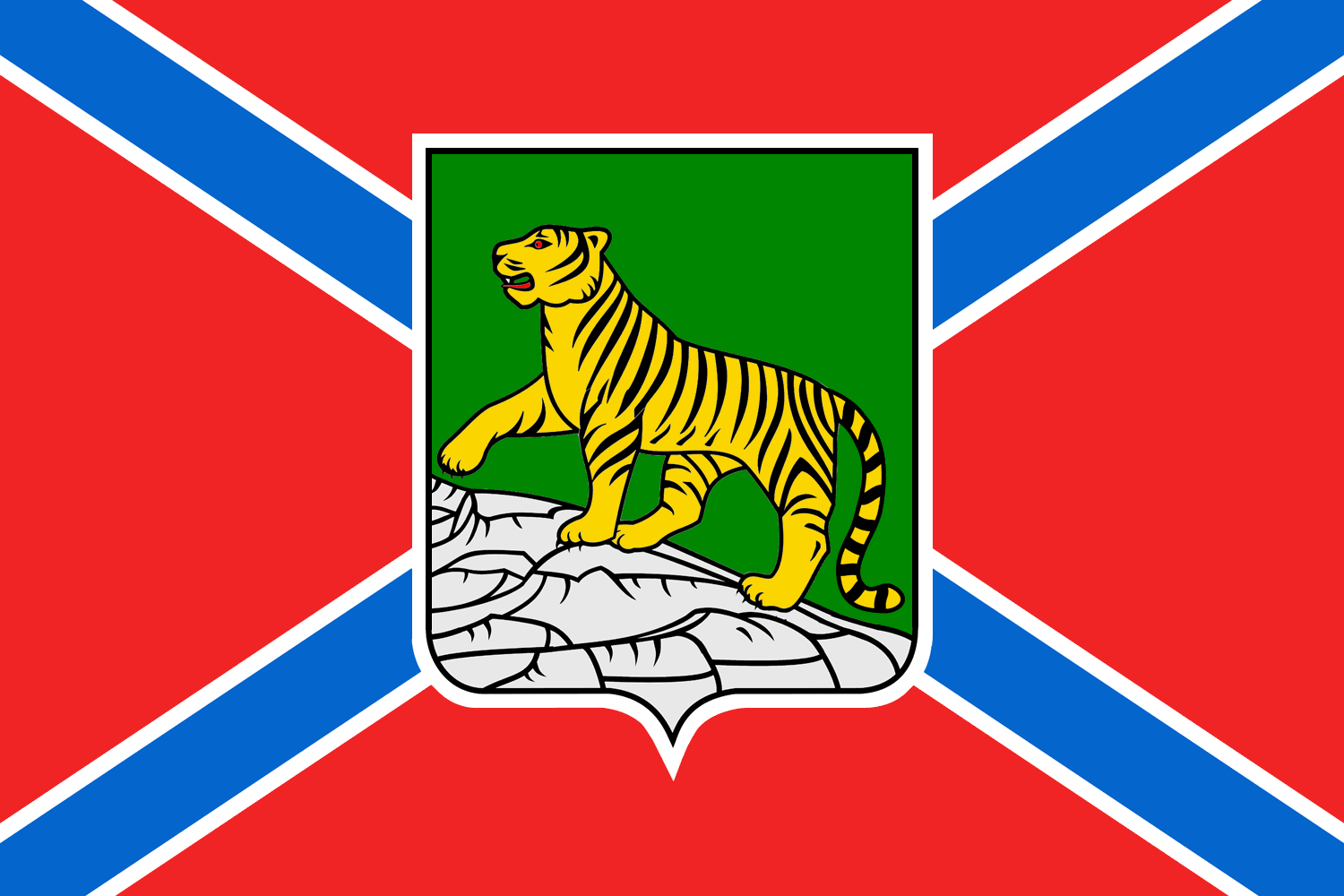
Vladivostok

Banderes navals
- Bèlgica
- Bulgària
- Estònia
- Geòrgia
- Letònia
- Paraguai
- Rússia
- Uruguai

Altres

Creu de Saint Alban
Estats Confederats d'Amèrica
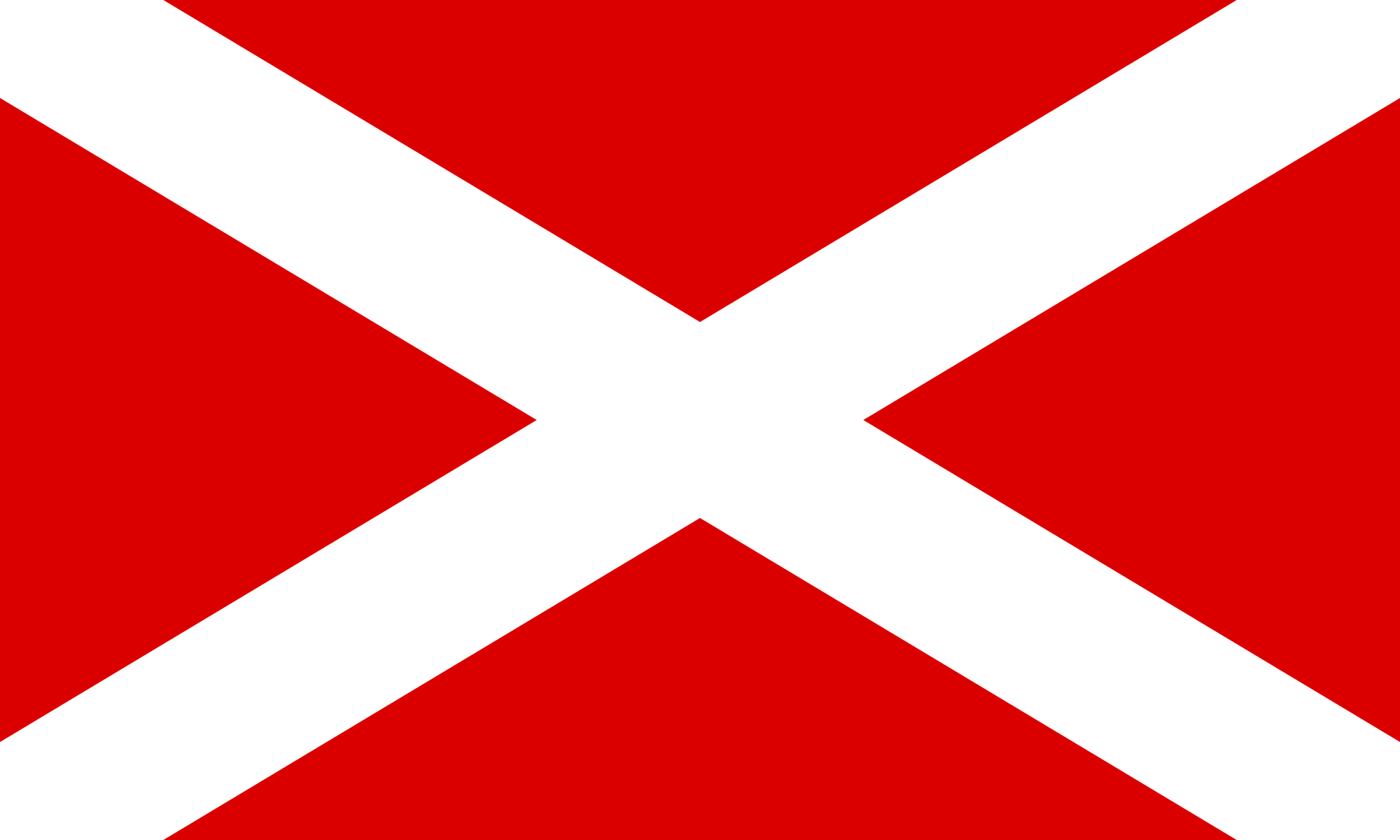
Gascunya
Nova Rússia